# 元克中
元克中，直隶静海人，是一名清朝政治人物。

## 生平
元克中举人出生。1778年，接替巴通阿任松江府知府一职，1782年由梁群英接任。乾隆五十九年（1794年），担任龙岩州知州。